# Palazzo di Fuoco
Il Palazzo di Fuoco è un edificio storico di Milano, sito in viale Monza al civico 2, all'angolo con piazzale Loreto e via Padova.

## Storia
L'edificio venne costruito dal 1959 al 1962 su progetto di Giulio Minoletti e Giuseppe Chiodi in stile moderno.

## Caratteristiche

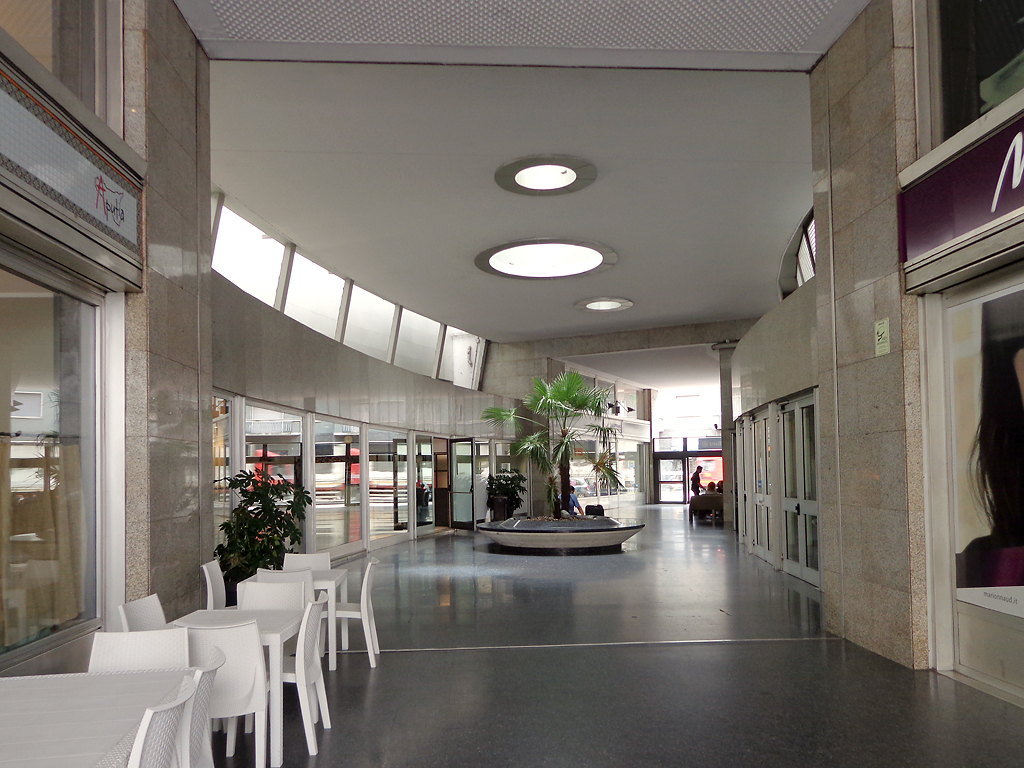
La galleria interna

Si tratta di un edificio con struttura in calcestruzzo armato e facciate esterne continue in alluminio anodizzato.
Al piano terreno sono sistemati spazi commerciali soppalcati e l'atrio di accesso ai piani superiori, raggiungibile tramite una galleria interna che collega viale Monza a via Padova. I piani superiori, adibiti a uffici, sono otto per il lato che si affaccia su piazzale Loreto, sei per quello su viale Monza e quattro per quello su via Padova; vi sono anche due piani interrati, il primo adibito a magazzini per i negozi, il secondo per gli impianti tecnici
Gli impianti, molto avanzati per l'epoca, comprendono la climatizzazione di tutti gli ambienti, il riscaldamento a pannelli radianti posti sotto i pavimenti, le tende veneziane ad azionamento elettrico, e soprattutto un particolare impianto di illuminazione notturna colorata, da cui derivò il soprannome dato all'edificio.